# 元亀
元亀（、旧字体：元龜）は、日本の元号の一つ。永禄の後、天正の前。1570年から1573年までの期間を指す。この時代の天皇は正親町天皇。室町幕府将軍は足利義昭。

## 改元
- 永禄13年4月23日（ユリウス暦1570年5月27日） 戦乱などの災異のため改元。
- 元亀4年7月28日（ユリウス暦1573年8月25日） 天正に改元。

義昭は自らが将軍に就任した際、元号を「元亀」と改元するべく朝廷に奏請した（『言継卿記』永禄12年4月8日条ほか）。義昭は朝廷を説得するために下行費用の名目で5000疋もの朝廷への献金を実施（『康雄記』同4月6日条）し、信長が朝倉氏討伐に出陣した4月23日、改元を実行している。
信長は信長包囲網の中で悪戦苦闘を続けていた。『信長公記　巻六』によると、元亀3年（1572年）9月に足利義昭に提出した17か条の意見書で、「元亀の年号、不吉に侯間、改元然るべしの由、天下の沙汰につきて、申し上げ侯」と改元するよう申し出ている。これは、義昭が改元した元亀の年号を信長が嫌ったというわけではなく、元来存在していた朝廷主導の改元が、義昭の反信長姿勢によって滞っていたことから出た一文である。

## 元亀期におきた出来事
- 元年（1570年）
  - - 6月28日（7月30日） - 姉川の戦い
  - - 8月26日 - 野田・福島の戦い（織田信長と石山本願寺との10年余に亘る抗争の発端）
- 2年（1571年）
  - 2月から4月 - 甲斐国の武田氏による大規模な三河・遠江侵攻？[1]
  - 5月 - 信長、伊勢長島の一向一揆を攻める。
  - 12月17日 - 甲相同盟回復。
  - 9月12日 - 織田信長、延暦寺を焼き討ちにする（比叡山焼き討ち、元亀の法難）。
- 3年（1572年）
  - 5月4日、島津義弘が真幸院にて伊東軍3,000を300の寡兵で破る（木崎原の戦い）。
  - 7月 - 信長、近江に浅井長政を攻める。
  - 秋 - 甲斐の武田氏による西上作戦を発動。三河の徳川領を北・東の2方面から同時侵攻。
  - 12月22日 - 徳川家康、遠江三方ヶ原の戦いで武田勢に大敗。
- 4年（1573年）
  - 2月 - 三河野田城、武田信玄に降伏。
  - 4月 - 武田氏は西上作戦の途上で三河から撤退し甲斐へ帰国。信玄は帰途の信州で死去。
  - 7月 - 信長、足利義昭を放逐、室町幕府の滅亡。

### 誕生
- 3年（1572年）
  - 6月5日（7月14日） - 酒井忠世、江戸幕府の大老（+1636年）
- 4年（1573年）
  - 3月18日（4月19日） - 土井利勝、江戸幕府の老中・大老（+1644年）

### 死去
- 2年（1571年）
  - 6月14日（7月6日） - 毛利元就、安芸国の戦国大名（*1497年）
  - 6月23日（7月15日） - 島津貴久、薩摩国の戦国大名（*1514年）
  - 10月3日（10月21日） - 北条氏康、相模国の戦国大名（*1515年）
- 4年（1573年）
  - 4月12日（5月13日） - 武田信玄[2]、甲斐国の戦国大名（*1521年）

## 西暦との対照表
※は小の月を示す。
| 元亀元年（庚午） | 一月      | 二月    | 三月※ | 四月  | 五月※ | 六月  | 七月※ | 八月  | 九月※ | 十月  | 十一月※ | 十二月  |          |
| ---------------- | --------- | ------- | ----- | ----- | ----- | ----- | ----- | ----- | ----- | ----- | ------- | ------- | -------- |
| ユリウス暦       | 1570/2/5  | 3/7     | 4/6   | 5/5   | 6/4   | 7/3   | 8/2   | 8/31  | 9/30  | 10/29 | 11/28   | 12/27   |          |
| 元亀二年（辛未） | 一月※     | 二月    | 三月※ | 四月  | 五月  | 六月※ | 七月  | 八月※ | 九月  | 十月※ | 十一月  | 十二月※ |          |
| ユリウス暦       | 1571/1/26 | 2/24    | 3/26  | 4/24  | 5/24  | 6/23  | 7/22  | 8/21  | 9/19  | 10/19 | 11/17   | 12/17   |          |
| 元亀三年（壬申） | 一月      | 閏一月※ | 二月  | 三月※ | 四月  | 五月※ | 六月  | 七月  | 八月※ | 九月  | 十月※   | 十一月  | 十二月   |
| ユリウス暦       | 1572/1/15 | 2/14    | 3/14  | 4/13  | 5/12  | 6/11  | 7/10  | 8/9   | 9/8   | 10/7  | 11/6    | 12/5    | 1573/1/4 |
| 元亀四年（癸酉） | 一月※     | 二月※   | 三月  | 四月※ | 五月※ | 六月  | 七月  | 八月※ | 九月  | 十月  | 十一月※ | 十二月  |          |
| ユリウス暦       | 1573/2/3  | 3/4     | 4/2   | 5/2   | 5/31  | 6/29  | 7/29  | 8/28  | 9/26  | 10/26 | 11/25   | 12/24   |          |